# Ceroctis pici
Ceroctis pici là một loài bọ cánh cứng trong họ Meloidae. Loài này được Borchmann miêu tả khoa học năm 1917.